# Занурення (топологія)
Занурення (або імерсія) — таке відображення {\displaystyle f:X\to Y} одного топологічного простору в інший, при якому кожна точка в {\displaystyle X} має окіл {\displaystyle U}, який {\displaystyle f} гомеоморфно відображає на {\displaystyle f(U)}.
Це поняття застосовується головним чином до відображення многовидів, де часто додатково вимагається ще виконання умови локальної пласкості. Остання умова автоматично виконується, якщо многовиди {\displaystyle X} і {\displaystyle Y} є диференційовними, і матриця Якобі відображення {\displaystyle f} має в кожній точці максимальний ранг, рівний розмірності {\displaystyle X}.